# Kolonia Biskupska
Kolonia Biskupska est une localité polonaise de la gmina de Radłów, située dans le powiat d'Olesno en voïvodie d'Opole.